# テッド・スタンガー
テッド・スタンガー（Ted Stanger、1944年 - ）は、アメリカ合衆国出身でフランスを拠点に活動している作家、ジャーナリストである。

## 略歴
オハイオ州の州都コロンバスに生まれ育ち、プリンストン大学を卒業、その後フランスに渡ってソルボンヌ大学を卒業し、のちにジャーナリズムの世界へ。
ニューズウィーク誌のボン（ドイツ）、ローマ（イタリア）、エルサレム（イスラエル）、パリ（フランス）支局の長を歴任しつつ、1994年以前からパリに住す。

## 作家として
2003年に、在仏アメリカ人の立場から眺めたフランスの諸談を綴った『なんだこりゃ! フランス人（仏:Sacrés Français!）』を上梓、翌2004年には同書のアメリカ人編ともいえる『なんだこりゃ! アメリカ人（仏:Sacrés Américains!）』を上梓し、ともにフランス国内でベストセラーとなった。

## 著作
- Sacrés Américains! Nous, les Yankees, on est comme ça - 2004年
- Sacrés Français! Un Américain nous regarde - 2003年

### 和訳書
- なんだこりゃ! アメリカ人 ISBN 4880083372 - 2005年7月20日 訳者:藤野優哉
- なんだこりゃ! フランス人 ISBN 4880083208 - 2004年8月20日 訳者:藤野優哉

## 文献資料
1. ↑  Biographie（仏語） - テッド・スタンガー
2. ↑  『なんだこりゃ! フランス人』 P.11 - ISBN 4880083208
3. ↑  『なんだこりゃ! アメリカ人』 P.211 - ISBN 4880083372
4. ↑  『なんだこりゃ! フランス人』 P.132 - ISBN 4880083208
5. 1 2  『なんだこりゃ! フランス人』 ISBN 4880083208/『なんだこりゃ! アメリカ人』 ISBN 4880083372 略歴欄